# Mal de Simeón
El mal de Simeón, también conocido como "pata de cabra", es una creencia popular supersticiosa que está extendida en muchas zonas de Argentina, según la cual, un bebe es infectado por pequeños gusanos pueden ser macho o hembra o ambos, de color verde o negro que le come toda la columna.

## Superstición

### Síntomas y diagnóstico
Según la creencia popular, los bebés con este mal tienen uno o más gusanos que "se alimentan" de su columna vertebral, causándoles comezón y dolor que los hacen arquearse con su cabeza hacia atrás cuando son levantados.
Los síntomas son malestar digestivo, dolor, vómitos, diarrea y falta de apetito.

### Causas
Entre las principales causas a las que se atribuye este mal:
- Convivencia de la madre embarazada con perros en celo durante la gestación.
- Dejar la ropa del bebé colgada de la noche a la mañana para que seque en el exterior.
- Malas energías en la casa durante el embarazo o los primeros días de vida del niño: Relaciones enfermizas, pensamientos negativos y otras incomodidades.

### Tratamientos
El tratamiento original para este mal es parte de la religión Umbanda, pero las personas adaptan los rezos según sus creencias. Antes que nada se recomienda buscar un curandero de confianza.
- Tratamiento 1: Rezar durante 9 días seguidos con el niño panza arriba, rodeados por velas celestes y rojas. Durante este tiempo debes alimentar al niño con zumo de zanahorias para que el gusano se alimente de eso y deje de lado la columna del bebé mediante un pre-exorcismo. Cuando el tratamiento culmine el gusano será eliminado mediante vómitos o defecación.
- Tratamiento 2: Sumergir una rosa y un poco de ruda en aceite de oliva, dejar reposar una hora. Con el bebé panza arriba untar su frente y pancita haciendo la señal de la cruz, mientras se reza. Hacer lo mismo sobre el corazón, rodillas y muñecas. Luego hacer lo mismo pero con el niño de espaldas, sobre la nuca, la columna vertebral y los riñones.

## Explicación científica
Por lo general, los médicos suelen atribuir este mal a las siguientes causas:
- Gastritis, intolerancia a las proteínas de la leche de vaca u otros problemas estomacales con reflujo gástrico, que provocan un dolor reflejo hacia la zona de la espalda.
- Problemas en la columna, como la escoliosis.